# Lionel Penrose
Lionel Sharples Penrose, FRS (Londres, 11 de junho de 1898 — Londres, 12 de maio de 1972) foi um psiquiatra, geneticista, matemático e teórico do xadrez britânico. Realizou trabalhos pioneiros sobre genética e retardo mental.

## Família
Penrose casou em 1928 com Margaret Leathes, tendo o casal quatro filhos:
- Oliver Penrose
- Roger Penrose
- Jonathan Penrose
- Shirley Hodgson

Após a morte de Penrose, Margaret casou com o matemático Max Newman. Margaret morreu em 1989.